# Giliastrum insigne
Giliastrum insigne är en blågullsväxtart som först beskrevs av August Brand, och fick sitt nu gällande namn av J.M. Porter. Giliastrum insigne ingår i släktet Giliastrum och familjen blågullsväxter. Inga underarter finns listade i Catalogue of Life.